# Цементный (Северная Осетия)
Цементный (осет. Цементы посёлок) — посёлок в Алагирском районе Республики Северная Осетия — Алания. Входит в состав муниципального образования «Алагирское городское поселение».

## География
Посёлок расположен на Транскаме, на левом берегу безымянного ручья вытекающего из ущелья Фашалгардон-Ком, в 4 км к югу от города Алагир. Вблизи поселка расположен Богоявленский Аланский монастырь.

## История
Снят с учета законом Республики Северная Осетия-Алания № 34-РЗ от 09.07.2009 г.
В июле 2018 года статус действующих населённых пунктов в составе Алагирского городского поселения, было официально присвоено посёлкам Тамиск и Цементный, расположенным к югу от города Алагир.